# Folkbildningsnätet
Folkbildningsnätet var en internetbaserad service som riktade sig till folkhögskolor, som öppnade den 26 augusti 1996 för att vara folkbildningens gemensamma kommunikationsplattform och lärresurs, och fanns fram till 2019.

## Verksamhet
Bland tjänsterna fanns elektroniska konferenssystem, e-post, intranät för enskilda folkhögskolor, videokonferens, webbplats med digitala lärresurser kallat Pedagogiska resurser, nättidningen re:flex för folkbildningens flexibla lärande, med mera. Ett annat uppdrag var att vara folkbildningens mediecentral för UR:s alla radio- och TV-program vilket erbjöds via strömmande media. Genomsnittet användare låg på cirka 30 000 men varierade och större delen av den dagliga administrationen sköttes av närmare 500 lokaladministratörer som oftast var lärare eller studiesekreterare ute på folkhögskolor. Plattformen som användes sedan starten 1996 var FirstClass och Folkbildningsnätet var ett av de största FirstClass-näten i Sverige och finansierades genom statsbidrag.
Fram till 1 juli 2014 hade Folkbildningsrådet i uppdrag från sina medlemmar att driva Folkbildningsnätet och Folkhögskolornas informationstjänst (FIN). Därefter och fram till 2018 flyttades dessa tjänster över till organisationen Folkhögskolornas serviceorganisation som arbetar på uppdrag av RIO-folkhögskolorna, OFI-folkhögskolorna och SKL-folkhögskolorna.
Den 30 juni 2019 stängde webbplatsen folkbildning.net ner efter att tjänsterna successivt avvecklats med hänvisningar till sverigesfolkhogskolor.se.